# Friends from College
Friends from College es una serie de televisión de comedia de Netflix creada por Nicholas Stoller y Francesca Delbanco. La primera temporada consistirá en ocho episodios de media hora, y se estrenó en Netflix el 14 de julio de 2017. El 21 de agosto de 2017, Netflix renovó la serie para una segunda temporada de ocho episodios, la cual fue lanzada el 11 de enero de 2019.

## Reparto

### Reparto principal
- Keegan-Michael Key como Ethan Turner.[5]
- Cobie Smulders como Lisa Turner.[5]
- Annie Parisse como Sam.[5]
- Nat Faxon como Nick.[5]
- Fred Savage como Max Adler.[5]
- Jae Suh Park como Marianne.[5]

### Reparto recurrente
- Billy Eichner como el Dr. Felix Forzenheim[6]

### Reparto invitado
- Seth Rogen[3]
- Kate McKinnon[3]